# Hanau Lokale Nahverkehrsorganisation

Logo Hanau LNO GmbH

Die Hanau Lokale Nahverkehrsorganisation GmbH (Hanau LNO) ist der Aufgabenträger der Stadt Hanau in Hessen.
Hanau ist mit rund 100.000 Einwohnern eine der Sonderstatusstädte im Rhein-Main-Gebiet.

## Aufgaben
- Fahrplan- und Linienwegsplanung
- Abrechnung von Bus- und Bahnleistungen in Hanau
- Qualitätsmanagement im Rahmen der Bestellung von Verkehrsleistungen
- Vertretung der Stadt Hanau in Gremien des RMV
- Abstimmung mit den LNO der benachbarten Landkreise und Städte
- Haltestellenmanagement und Pflege der Beschilderung
- Bereitstellung und Betreuung Betriebsleitsystem und Fahrgastinformations-Anzeiger
- Kundeninformation und Marketing zu Fahrplan und Liniennetz
- Erstellung des Nahverkehrsplans

## Sonstiges
Die Hanau LNO beauftragt die Hanauer Straßenbahn AG damit, Verkehrsleistungen zu erbringen.

## Weblink
- Webseite der Hanau LNO auf der Website der HSB